# Richterskalaen
| Hændelse                                          | Niveau |
| ------------------------------------------------- | ------ |
| Jordskælvet i Valdiva, Chile 1960                 | 9,5    |
| Jordskælvet ved Prince William Sound, Alaska 1964 | 9,2    |
| Jordskælvet i Det Indiske Ocean 2004              | 9,1    |
| Jordskælvet i Kamtjatka, Sovjetunionen 1952       | 9,0    |
| Jordskælvet ved Sendai, Japan 2011                | 9,0    |
| Jordskælvet i Chile 2010                          | 8,8    |
| Jordskælvet i Myanmar 2025                        | 8,2    |
| Jordskælvet i Tyrkiet og Syrien 2023              | 7,8    |
| Jordskælvet i Pakistan 2005                       | 7,6    |
| Jordskælvet i Chile 2011                          | 7,1    |
| Jordskælvet i Haiti 2010                          | 7,0    |
| Jordskælvet i sydvestlige Tyrkiet 2017            | 6,7    |
| Jordskælvet i Sydskandinavien 2008                | 4,7    |
| Jordskælvet i Nord- og Vestjylland 2010           | 4,7    |
| Jordskælvet i Nord- og Vestjylland 2018           | 3,4    |
| Fyrværkeriulykken i Seest                         | 2,2    |

Richterskalaen bliver brugt til at måle styrken af jordskælv. Skalaen blev skabt af seismologen Charles Francis Richter fra Californien i 1935. Skalaen måler vibrationernes styrke for at bestemme, hvor kraftigt jordskælvet er.
Richterskalaen var i sin oprindelige definition en logaritmisk skala med grundtal 10: For hver gang tallet stiger med en bliver den målte amplitude af rystelserne 10 gange større. Dette svarer (for moderate rystelser) til, at den samlede energi frigjort i skælvet bliver 103/2 ≈ 31,6 gange større. I moderne seismologi benyttes dog primært en energibaseret definition, fordi den for skælv over styrke ca. 7 giver et bedre billede af skælvets sande omfang end den amplitude-baserede.
Skalaen kaldes sommetider for den åbne richterskala, fordi der ikke er noget fast minimum eller maksimum. Der findes ingen 'lukket' richterskala, hvorfor præfikset 'åben' er overflødigt, både i praksis og i teorien.
Medens et jordskælvs absolutte størrelse angives på Richterskalaen, så angives den tilsyneladende størrelse på Mercalliskalaen. Mercalliskalaen er en intensitetskala, som afhænger af jordskælvets størrelse, og hvor langt væk iagttageren er, og på hvilken undergrund iagttageren befinder sig. Således kan selv meget store jordskælv opleves med en intensitet langt nede på Mercalliskalaen, hvis blot iagttageren er langt nok væk.

## Seismiske bølger
Vibrationerne er forskellige, idet der forekommer tre forskellige seismiske bølger: P-bølger, S-bølger og L-bølger.
P-bølger er de primære bølger; de bevæger sig hurtigst og presser ligesom energien frem fra centrum. S-bølger eller sekundære bølger er de næst hurtigste og bevæger sig op og ned og ryster jordlagene; S-bølger kan ikke gennemtrænge flydende materialer, så de kan ikke passere jordens kerne. L-bølger eller overfladebølger bevæger sig tæt ved overfladen og kan medføre store ødelæggelser.
I de seneste 100 år er over en million mennesker omkommet ved jordskælv. Mellem 1906 og 2005 har der været 13 jordskælv i størrelsesordenen 8,5 til 9,5 på Richterskalaen. 

## Skalaen
Oprindeligt havde Richter tænkt, at skalaen kun skulle være til lokalt, kalifornisk brug; men den vandt hurtigt udbredelse til seismologer verden over. Richter havde skabt skalaen i nært samarbejde med sin kollega, Beno Gutenberg; men vistnok var Gutenberg så genert ved at interviewes, at Richter blev ansigtet udad, og derfor fik skalaen opkaldt efter sig. Den er uden øvre grænse. Selv sagde Richter, at naturen sætter grænsen, ikke skalaen. Teoretisk kan det derfor godt lade sig gøre at komme op over styrke 10; men det er endnu ikke blevet målt. 
- 2 Mærkes sjældent af mennesker.
- 2,5 Energi tilsvarende et moderat lynnedslag.
- 3,5 Energi tilsvarende et kraftigt lynnedslag.
- 4 Føles af mennesker, og der er mulighed for ødelæggelser.
- 5 Energi tilsvarende en gennemsnitlig tornado.
- 6 Energi tilsvarende atombomben i Hiroshima. Ødelæggelser med dødsofre.
- 7 Kraftige skælv, omfattende skader, dødsofre og iblandt tsunamier.
- 8 Energi tilsvarende verdens største atomsprængning.
- 9 Svære ødelæggelser. [4]

## Jordskælv i Danmark
I Danmark har vi cirka to til ti gange om året et lille lokalt jordskælv, der ligger i skalaen mellem 1,5 til 4,5. Det er mest sandsynligt at mærke et jordskælv, hvis man befinder sig i Thy eller Nordsjælland.
Det seneste jordskælv, som mærkedes i Danmark, skete den 16. september 2018 kl. 10:57 og havde en styrke på 3,4 på Richterskalaen ved Holstebro (56.36N 8.66E). 
Før det var det seneste den 19. februar 2010 klokken 22:09 og havde en styrke på 4,7 på Richterskalaen. Jordskælvets epicenter lå 45 km nordvest for Thyborøn. Jordskælvet kunne mærkes i hele Nordjylland, og dele af Midt- og Vestjylland samt enkelte steder i Norge. 
Der har så vidt vides ikke været nogen dødsfald ved jordskælv i Danmark. I 2008, da et jordskælv på 4,7 på Richterskalaen ramte Sjælland i cirka fem sekunder om morgenen d. 16. december., døde dog en kat og en skildpadde.